# Radiografía intrabucal
La radiografía intrabucal es una técnica exploratoria consistente en la colocación, dentro de la boca, de placas radiográficas de diferente tamaño que son impresionadas, desde el exterior, por un aparato de rayos X. 

## Antecedentes históricos

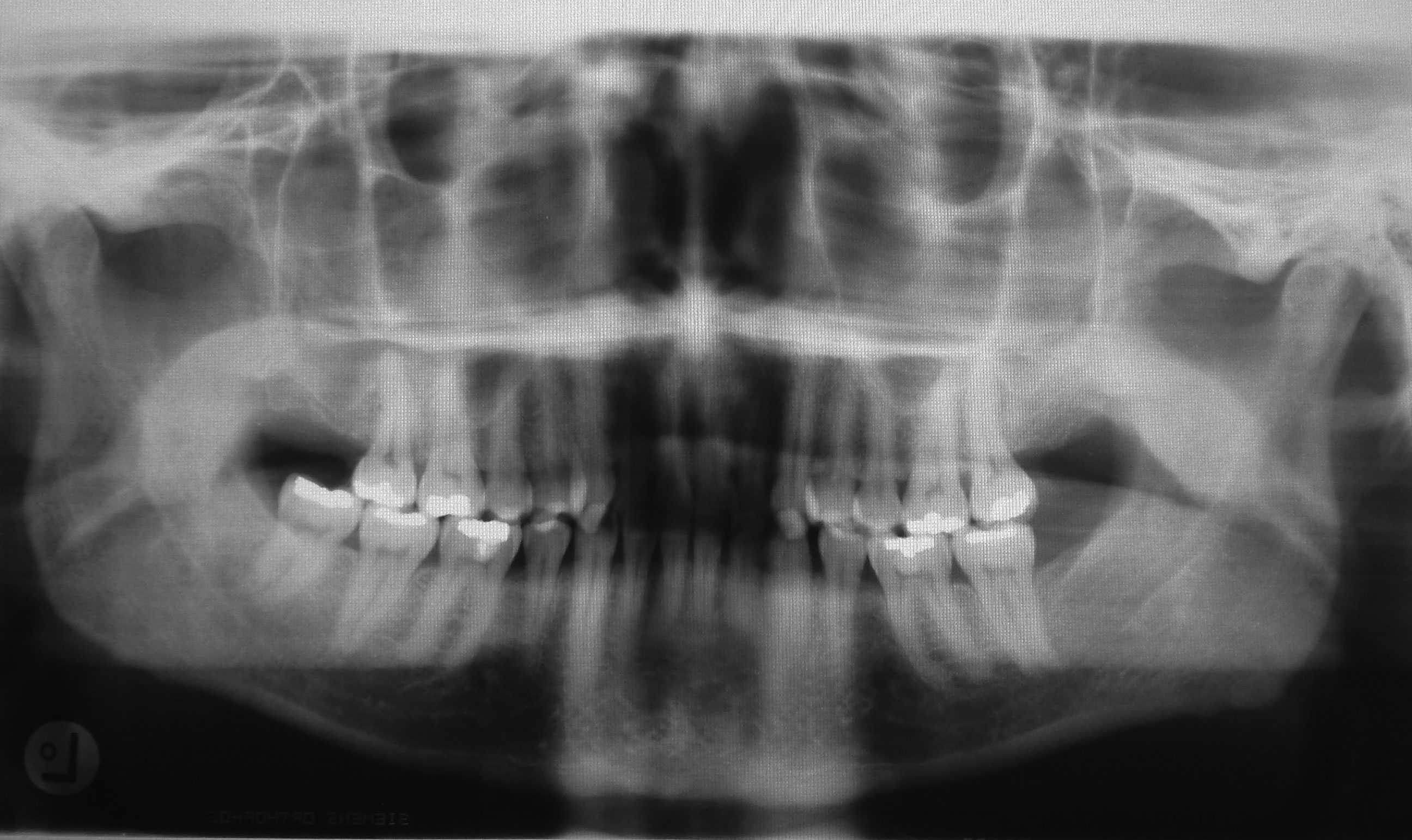
Radiografía bucal

,,,
El descubrimiento de los rayos X se produjo la noche del viernes 8 de noviembre de 1895, cuando Wilhelm Röntgen, investigando las propiedades de los rayos catódicos, se dio cuenta de la existencia de una nueva fuente de energía hasta entonces desconocida y por ello denominada radiación X. Por este descubrimiento obtuvo el reconocimiento de la Academia Sueca en el año 1901, siendo el Primer Premio Nobel de Física. Röntgen comprendió inmediatamente la importancia de su descubrimiento para la medicina, que hacía posible la exploración de los cuerpos de una manera hasta ese momento totalmente insospechada. En el transcurso del mes siguiente, aplicando los efectos de los rayos X a una placa fotográfica, produjo la primera radiografía de la humanidad, la de la mano de su mujer. Las primeras aplicaciones de los rayos x se centraron en el diagnóstico, aunque a partir de 1897 se abrirá el camino de la aplicación terapéutica, de la mano de Freund, con su intento de tratar el nevus pilosus y su observación de las depilaciones radiológicas precursoras de la radiodermitis.

## Inicios de la radiología odontológica
Dos semanas después del anuncio del descubrimiento de los rayos X, el Dr. Otto Walkhoff había efectuado ya la primera radiografía de sus propios maxilares. Para realizarla utilizó una placa de vidrio normal recubierta con una emulsión fotográfica, envuelta en papel negro y chapa de goma, que colocó en la parte externa de la mandíbula, con un tiempo de exposición de 25 minutos. Obtuvo un resultado bastante defectuoso dada la escasa sensibilidad del receptor. En América, el Dr. W. G. Worton fue el primero en obtener una radiografía dental, en 1896, utilizando cráneos humanos desecados. Un año después, fue el primero en efectuar una radiografía de cuerpo entero utilizando una película de 36 pies y 30 minutos de exposición.    
La primera unidad de rayos diseñada para odontología se atribuye al Dr. Williams Rollins, aunque el Dr. Edmund Kells tiene el mérito de haber sido el primero en realizar una radiografía intrabucal en un paciente vivo. Se le considera el responsable de la mayor aportación a la radiología dental, gracias a sus esfuerzos por efectuar innovaciones.

## Inicio de los procedimientos de radiografía intrabucal
En 1904, el Dr. Weston A. Price describió dos técnicas de colocación de la película dentro de la cavidad bucal. Una de ellas era la misma que Kells había descrito, en 1896, según la cual la película se debía colocar paralela al eje mayor de los dientes y el haz de rayos debía incidir en ángulo recto sobre la película y los dientes. La otra estaba basada en la regla de la isonometría, se la conoció con el nombre de técnica de la bisectriz o técnica de Cieszynski, ya que este último, la aplicó también en 1907, sin conocer los trabajos de Price. Raper sistematizó esta técnica aplicando unos ángulos promedio en función de la zona maxilar que se quisiera radiografiar. En 1903, en el laboratorio de E. Kells, se tomaron algunas de las primeras radiografías estereoscópicas. Clark, en 1909, describe la técnica del objeto bucal, que posteriormente será conocida con su nombre y que se utiliza para localizar la posición espacial de cualquier objeto.
Un año después, F. Mc Cormack creó el primer laboratorio de fotografía dental de San Francisco. Utilizaba un aparato de radiografía médica y efectuaba la técnica del paralelismo con una distancia foco-película de 5 a 6 pies, con el paciente en posición de supino y la cabeza inmovilizada por unos sacos de arena, dando lugar a la técnica de larga distancia de Mc Cormack. Como la técnica apenas atrajo la atención de los dentistas, que utilizaban de forma prácticamente exclusiva la regla de la isonometría, en 1937, Mc Cormack publicó un excelente artículo explicando las ventajas de su técnica con respecto a la otra, principalmente la menor deformidad geométrica que producía.
Cuando el Dr. Gordon Fitzgerald diseñó un cono largo y se pudo efectuar la técnica de Mc Cormack con mayor facilidad, esta fue ganando adeptos, pasando a conocerse con el nombre de técnica de cono largo. En la actualidad es la de utilización general y su uso es indispensable en los estudios de valoración periodontal.
El primer libro exclusivo sobre radiología dental es obra de Howard R. Raper, de la Universidad de Indiana, publicado en 1912. Este mismo autor, en 1925, describe el procedimiento conocido hoy como técnica de la aleta mordida, de fundamental interés para el diagnóstico de las caries interproximales.

## Consideraciones sobre los rayos X

### Naturaleza
Los rayos X son radiaciones electromagnéticas de alta energía y, por tanto, a ellos son aplicables todas las propiedades correspondientes a este tipo de radiaciones. Su origen se debe al choque o incidencia de electrones acelerados a gran velocidad sobre un cuerpo sólido, siendo frenados repentinamente.

### Producción
Los rayos X se producen en un tubo de vidrio en el que se ha hecho el vacío. En este tubo existe un filamento de alambre de wolframio o tungsteno y dos electrodos, el ánodo y el cátodo. El ánodo, electrodo positivo o anticátodo, consta de un cilindro de cobre en el que está incrustado un botón de tungsteno que sirve de blanco o diana de los rayos catódicos producidos en el cátodo; es el receptor de electrones. El cátodo o electrodo negativo, consiste en una pantalla de molibdeno que rodea el filamento, antes citado, y es el productor de electrones.

### Calidad
Depende de la longitud de onda y está relacionada con la diferencia de tensión o kilovoltaje. El poder de penetración depende de la longitud de onda; a menor longitud, menor penetración.

### Cantidad
Está relacionada con el número de electrones que chocan por segundo en el ánodo, es decir, la intensidad de los rayos catódicos. Así, se obtiene la cantidad de rayos producidos por el tubo, con el producto de la intensidad de corriente por el tiempo de exposición. En odontología, debido a la existencia de tejidos muy duros, como los dientes, las longitudes de onda largas no son útiles, por lo que son eliminadas haciendo pasar los rayos por diversos discos de aluminio que actúan como filtros; este proceso se denomina filtración. De todos modos, el material, al ser atravesado por los rayos X, actúa como filtro y el resultado final es la absorción de la mayoría de los fotones de onda larga y parte de onda corta, quedando, pues, un haz de rayos endurecido capaz de atravesar tejidos blandos, huesos y dientes.

## Radiografía clínica
Para transformar la radiación de salida en una imagen visible podemos hacer incidir la radiación sobre una pantalla fluorescente, también llamada radioscopia, o utilizar el efecto fotoquímico o de ionización para obtener una imagen final, es decir, una radiografía.
Se puede decir que el concepto de radiografía clínica ha cambiado. De considerarse un documento, obtenido a través de rayos X, en el que se mostraba una estructura anatómica, se ha pasado a considerarla como una imagen de una estructura, ya sea en un soporte físico del tipo película radiográfica, bien sea en un monitor de ordenador. En cualquier caso, para la obtención de una radiografía es necesario que un haz de rayos X atraviese un objeto y que la radiación atenuada que emerge del mismo llegue a un sistema que la detecte y cuantifique. Por tanto, es imprescindible la intervención de un aparato productor de rayos X, de un objeto y de un sistema de registro de la imagen.
Un aparato de rayos X consta, esencialmente, de un transformador de alta y otro de baja tensión conectados al tubo, un autotransformador y un tubo de rayos X. Como elementos complementarios existen: un reóstato, un voltímetro, un cronómetro, estabilizadores, fusibles de protección, lámpara piloto, toma a tierra e interruptor general. Los tubos radiográficos odontológicos funcionan con diferencias de potencial entre 55 y 100 kilovatios e intensidades entre 5 y 20 miliamperios.

## Técnicas intrabucales
Es imprescindible que todo profesional tenga conocimientos para realizar este tipo de proyecciones de forma aceptable y esté capacitado para su lectura e interpretación. Son, por tanto, en su ejecución e interpretación, del total dominio del odontólogo o del estomatólogo. Únicamente el empleo de una técnica radiográfica llevada a cabo con precisión aporta radiografías intrabucales interpretables. Las técnicas intrabucales se utilizan preferentemente para diagnósticos dentarios y peridentarios, aunque muchas veces son una ayuda muy valiosa para matizar ciertos detalles en estudios más amplios del macizo maxilofacial. Destaca la utilización en cirugía bucal de las técnicas de desplazamiento, horizontales o verticales, para la localización anatómica de dientes retenidos o cuerpos extraños, y la obtención de imágenes con gran definición de zonas concretas que facilitan la realización de un diagnóstico. También se usa la radiografía intrabucal en la valoración de la osteointegración de los implantes intraóseos.
Su nombre, radiografía intrabucal, se debe, naturalmente, a que las películas se colocan dentro de la cavidad bucal. Según el tamaño y la colocación de las películas, se pueden clasificar en procedimientos periapicales o retroalveolares, interproximales o de aleta mordida y oclusales. Un requisito imprescindible previo para la realización de la radiografía intrabucal es retirar prótesis metálicas removibles, dispositivos ortodóncicos o cualquier objeto metálico que se encuentre en el área a estudiar. Además, es necesaria la inmovilización perfecta de la cabeza del paciente en la posición idónea.

### Radiografía intrabucal: técnicas periapicales o dentoalveolares
Las técnicas periapicales o dentoalveolares, sirven para explorar el diente en su totalidad, desde la corona hasta el ápice, el espacio periodontal y el tejido óseo que lo rodea. Se puede realizar mediante dos procedimientos: la técnica de bisectriz y la de planos paralelos.

### Radiografía intrabucal: técnicas interproximales o de aleta mordida
Las técnicas interproximales o de aleta mordida son muy útiles para el estudio sistemático y la exploración de la caries dental. Se aprecian caries interproximales y oclusales, pero también alteraciones pulpares, restauraciones desbordantes, recidivas de caries bajo éstas, ajustes de prótesis fijas, cresta alveolar, límite amelocementario…en una misma película se observan las regiones coronal y cervical de los dientes superiores e inferiores a la vez. El examen es cómodo y rápido, ya que las películas no se clavan en el suelo bucal; por este motivo es una exploración habitual para la detección de caries interproximales en niños.

### Radiografía intrabucal: técnicas oclusales
Las técnicas oclusales se denominan así porque la colocación y sujeción de la película se realizan en el plano oclusal, entre el maxilar y la mandíbula, dirigiéndose el haz de rayos desde arriba o desde abajo, perpendicular u oblicuamente. Se utilizan como complemento de los procedimientos periapicales, para estudios más amplios de áreas óseas, fracturas alveolares, palatinas o del cuerpo mandibular, límites de lesiones quísticas o tumorales, dientes incluidos y cuerpos extraños.

## Errores y artefactos
Entre los errores más frecuentes en radiografía intrabucal, se encuentran los debidos a una mala colocación de la película en la boca, bien sea porque esta no cubre la totalidad del objeto a estudiar, quedando el área periapical fuera del campo o, lo que es más raro, por la colocación invertida con la parte posterior pasiva, portadora de la lámina de plomo, hacia el haz de rayos, con lo que se obtiene una imagen poco expuesta y con las marcas del patrón en espiga de plomo.
La colocación de la película incurvada, adaptándola a la concavidad de la arcada dentaria, proporciona imágenes muy deformadas. Pueden producirse imágenes defectuosas por falta de centrado del haz de rayos sobre el objeto o por una incorrecta angulación vertical u horizontal. Por un descuido involuntario, se puede realizar una doble exposición en una misma película. Si hay movilidad de la placa, paciente o tubo de rayos X, se obtendrá una imagen borrosa. Las imágenes muy densas pueden deberse a una sobre-exposición, mayor tiempo de revelado o alta temperatura del revelador. Por el contrario, las imágenes poco densas se deben a la escasa exposición, menor tiempo de revelado, baja temperatura del revelador o defectuosa preparación de este.
Puede velarse la película por filtración de luz en el cuarto oscuro, revelador en malas condiciones o películas caducadas. Existirán zonas sin detalle cuando las películas hayan estado en contacto durante el proceso de revelado, pegadas a las paredes del recipiente o insuficientemente sumergidas en el líquido.
Entre los artefactos de las radiografías intrabucales se observan: huellas de los dedos al manipular la película, marcas de uñas al presionar la placa contra los dientes o por doblarla o abrirla, manchas químicas por uso de recipientes sucios, y marcas de electricidad estática en forma de múltiples estrías negras producidas al abrir la película bruscamente.